# Притворство и коварство
«Притворство и коварство» (англ. False Pretenses) — телевизионный канадский художественный фильм режиссёра Джейсона Хрено (англ. Jason Hreno) 2004 года.

## Сюжет
Муж Дианы совершает самоубийство в связи с тем, что вложил все сбережения по совету финансового консультанта Майкла, который оказался аферистом и украл все деньги. Диана остаётся одна без средств к существованию, без дома, без работы, без профессии. Она едет на машине в город, где живут родители, но вынуждена задержаться в дороге в каком-то городишке. Там она устраивается работать официанткой в кафе «Дойная корова».
Однажды она замечает среди посетителей Майкла, махинатора, виновного в её бедах. Она сближается с ним, чтобы разузнать о нём побольше и отомстить ему. Майкл берёт Диану в помощницы, а затем в партнёры.
Майкл посвящает Диану в схему одной из распространённых афер. В этой афере жертва становится свидетелем находки денег, которую совершает злоумышленник. Этот махинатор предлагает поделиться половиной находки с жертвой. Однако поделить находку нельзя (например, купюру одной бумажкой), поэтому находка на глазах жертвы кладётся в конверт. После этого жертва и злоумышленник направляются к банкомату, где жертва снимает со своего счёта сумму, эквивалентную половине находки, и отдаёт её злоумышленнику в обмен на конверт, после чего мошенник прощается и уходит. Позже жертва обнаруживает в конверте обычную резанную бумагу, так как по пути к банкомату сообщник отвлёr жертву, а злоумышленник в это время подменил конверт с деньгами на конверт с бумагой.
Диана разгадывает план Майкла в новой махинации: собрать побольше денег, затем отвлечь внимание вкладчика и подменить кейс, подставив Диану. Диана с помощью её новых друзей организует ситуацию таким образом, чтобы самой отвлечь внимание Майкла, подменить в свою очередь кейс с деньгами на кейс с разоблачающими документами и разоблачить Майкла перед ФБР.

## В ролях
| Актёр                                               | Роль                      | Оригинальная роль      |
| --------------------------------------------------- | ------------------------- | ---------------------- |
| Пита Уилсон                                         | Диана / Ди Ди             | англ. Dianne / Dee Dee |
| Стюарт Бик (англ. Stewart Bick)                     | Майкл                     | англ. Michael          |
| Мелани Николлз-Кинг (англ. Melanie Nicholls-King)   | Сирис                     | англ. Cerise           |
| Конрад Пла                                          | Нандо                     | англ. Nando            |
| Френсис И. МакКарти (англ. Francis-Xavier McCarthy) |                           | англ. Chasen Boggs     |
| Энтони Лемке                                        | Рэндал Аскерс (муж Дианы) | англ. Randal Ackers    |